# Paradosso di Condorcet
Il Paradosso di Condorcet è una situazione indicata da Jean-Antoine Caritat de Condorcet, matematico e filosofo del XVIII secolo, meglio conosciuto come il Marchese di Condorcet, in cui le preferenze collettive possono essere cicliche, cioè non transitive, anche se le preferenze dei votanti non lo sono individualmente. 
Questo succede quando le maggioranze in conflitto sono ognuna composta di gruppi di individui differenti.

## Esempio
Si supponga che tre elettori (Cittadino 1, Cittadino 2 e Cittadino 3) debbano scegliere fra tre opzioni differenti (Partito A, Partito B e Partito C). 
Ogni elettore effettua le seguenti scelte:
|             | Prima scelta | Seconda scelta | Terza scelta |
| ----------- | ------------ | -------------- | ------------ |
| Cittadino 1 | Partito A    | Partito B      | Partito C    |
| Cittadino 2 | Partito B    | Partito C      | Partito A    |
| Cittadino 3 | Partito C    | Partito A      | Partito B    |

I Cittadini 1, 2 e 3 possono rappresentare sia individui sia gruppi di individui di egual numero come Sinistra o Destra o Centro. In questa elezione i Partiti A, B e C possono rappresentare qualsiasi cosa, anche candidati in competizione. Se si verificasse un'elezione ognuno dei tre Partiti A, B e C riceverebbe un voto come prima scelta, uno come seconda scelta e uno come terza scelta, ottenendo quindi lo stesso numero di voti e qualunque sia il metodo di conteggio utilizzato non renderebbe possibile decidere un vincitore.
Si supponga invece di effettuare una votazione a doppio turno: i due partiti che al primo turno hanno ottenuto più voti si scontrano fra loro in una seconda votazione per decidere il vincitore mentre il terzo partito viene eliminato dalla votazione.
Si ipotizzi che alla seconda votazione le preferenze di ciascun cittadino restino le stesse, scalando in avanti per colmare l'eventuale posto libero lasciato dal partito escluso. Per esempio se si esclude il Partito A dalla votazione allora le scelte diventano:
|             | Prima scelta | Seconda scelta |
| ----------- | ------------ | -------------- |
| Cittadino 1 | Partito B    | Partito C      |
| Cittadino 2 | Partito B    | Partito C      |
| Cittadino 3 | Partito C    | Partito B      |

In questo caso il Partito B avrebbe una maggioranza di 2 a 1 sul Partito C. Si verifica facilmente che se il Partito B viene escluso alla prima votazione allora il Partito C ha una maggioranza di 2 a 1 sul Partito A; mentre se viene escluso il Partito C allora il Partito A ha una maggioranza di 2 a 1 sul Partito B.
Viene quindi violata la transitività che dice che se A è preferito a B e B è preferito a C allora A è preferito a C, invece C è preferito ad A.
La maggiore conseguenza di questo è che chi riesce a eliminare uno dei 3 partiti potrà in sostanza conoscere in anticipo il risultato delle elezioni, vale a dire che se il partito A vuole vincere, indurrà gli incerti a votare al primo turno per il partito B per essere così sicuro di scontrarsi con lui al secondo turno.

## Ripercussioni
Il paradosso di Condorcet ci dice che il sistema di votazione a maggioranza non è indipendente dall'ordine delle votazioni: benché ognuno abbia un ordine di preferenze ben delineato che non muta con l'ordine delle votazioni, il risultato delle votazioni è invece dipendente dall'ordine. Kenneth Arrow ha dimostrato come questa situazione sia inevitabile in ogni forma di votazione che rispetti alcuni semplici criteri:
- Universalità (o dominio non ristretto): la funzione di scelta sociale dovrebbe creare un ordinamento delle preferenze sociali deterministico [non chiaro cosa si intende per deterministico] e completo [In un insieme X di candidati, ogni elemento di X è comparabile con un altro elemento di X], a partire da qualsiasi insieme iniziale di preferenze individuali;
- Non imposizione (o sovranità del cittadino): qualsiasi possibile preferenza sociale deve essere raggiungibile a partire da un appropriato insieme di preferenze individuali (ogni risultato deve essere possibile da raggiungere in qualche maniera);
- Non dittatorialità: la funzione di scelta sociale non deve semplicemente seguire l'ordinamento delle preferenze di un individuo o un sottoinsieme di individui, al contempo ignorando le preferenze degli altri;
- Monotonicità, o associazione positiva tra i valori individuali e sociali: se un individuo modifica il proprio ordinamento di preferenze promuovendo una data opzione, la funzione di scelta sociale deve promuovere questa opzione o restare invariata, ma non può assegnare a questa opzione una preferenza minore (nessun individuo dovrebbe essere in grado di esprimersi contro un'opzione assegnandole una preferenza maggiore);
- Indipendenza dalle alternative irrilevanti: se si confina l'attenzione a un sottoinsieme di opzioni, e la funzione di scelta sociale è applicata a esse soltanto, il risultato deve essere compatibile con il caso in cui la funzione di scelta sociale è applicata all'intero insieme di alternative possibili.

## Metodo di risoluzione
Vi sono circostanze in cui un'elezione non ha un vincitore di Condorcet. Il paradosso di Condorcet descrive appunto il caso di un "pareggio multiplo" (ciclo della regola di maggioranza) e occorre risolvere questa ambiguità circolare. 
Il metodo di Condorcet è un metodo di votazione a vincitore unico, attraverso cui i votanti assegnano ai candidati una precisa posizione, in ordine di preferenza (1°, 2°, 3°, ...). Il metodo di votazione deve soddisfare il criterio di Condorcet ossia il vincitore sconfiggerebbe sempre ciascun altro candidato in un confronto a due (vincitore di Condorcet). 
In base all'ordine di preferenza si può stabilire il preferito e quindi il vincitore per ogni coppia di candidati (sono ammessi ordinamenti paritari, in caso di candidati fra cui si è indifferenti); l'ordinamento indica dunque anche il numero di vittorie nei confronti e il primo della lista è il vincitore di tutti i confronti e quindi il vincitore per il singolo votante. Ripetendo l'operazione per tutti i votanti e aggregando gli esiti si ottiene il vincitore dell'elezione. 
Un metodo di Condorcet può far vincere un candidato che non è la prima scelta di nessun votante: seleziona quindi il miglior candidato di compromesso, il meno sgradito a tutti.

### Metodi alternativi
Sono stati proposti metodi leggermente diversi per calcolare comunque il vincitore, metodi che accoppiano il metodo di Condorcet generale sopra descritto con un "metodo di completamento di Condorcet"; fra questi i più solidi sono il metodo Tideman o Ordinamento delle coppie e il Metodo Schulze o Rimozione sequenziale, che rispettano la definizione e possono essere considerati varianti del metodo di Condorcet.
In alternativa si tratta di applicare un sistema di voto differente al più piccolo sottoinsieme di candidati che sconfiggono tutti gli esclusi (Smith) o non ne sono sconfitti (Schwartz). 
In ogni caso, non tutti i sistemi elettorali reali sono metodi di Condorcet: non lo sono il first-past-the-post (uninominale secco) né il voto singolo trasferibile né il voto per approvazione né il metodo di Borda.